# Nerópolis
Nerópolis este un oraș în Goiás (GO), Brazilia.